# Rhabdomastix unipuncta
Rhabdomastix unipuncta är en tvåvingeart som beskrevs av Alexander 1944. Rhabdomastix unipuncta ingår i släktet Rhabdomastix och familjen småharkrankar.
Artens utbredningsområde är Venezuela. Inga underarter finns listade i Catalogue of Life.